# Cătina, Buzău
Cătina (în trecut, și Siliștea) este satul de reședință al comunei cu același nume din județul Buzău, Muntenia, România. Se află în Munții Siriului, pe valea Bâscăi Chiojdului.